# Odienné
Odienné este un oraș din Coasta de Fildeș și are rolul de reședință a departamentului omonim. În apropierea localității există exploatări aurifere.